# Luzon

Luzon je největší ostrov Filipín. Nachází se v severní části souostroví. Má velmi členité pobřeží s množstvím poloostrovů a zálivů zvláště v jižní části. Na západě jeho břehy omývá Jihočínské moře, na jihu Suluské moře, na východě Filipínské moře a na severu Luzonský průliv. Má rozlohu 104 688 km² a žije na něm 39 500 000 obyvatel (2005).
Na ostrově jsou dvě hlavní horská pásma Centrální Kordilera (s nejvyšším štítem Pulong – 2928 m) a Sierra Madre. Na ostrově je mnoho činných sopek: (Mayon, Taal, Banahao, Bulusan, Pinatubo).
Největší města jsou Manila, Quezon City, Baguio, Cabanatuan, Batangas.
Před 50 až 67 tisíci lety, tedy krátce před příchodem moderních lidí, žil na ostrově vymřelý druh člověka zvaný Homo luzonensis.